# Scolopax bukidnonensis
Scolopax bukidnonensis е вид птица от семейство Бекасови (Scolopacidae).

## Разпространение
Видът е разпространен във Филипините.